# 栗山潜鋒
栗山 潜鋒（くりやま せんぽう、寛文11年（1671年）- 宝永3年4月7日（1706年5月18日））は、江戸時代中期の儒学者・史学者。名は愿（すなほ）、字は伯立（はくりゅう）、または成信。通称は源助（源介）。京都府京都市伏見区西南部にあたる山城国淀出身。淀藩石川氏に仕えた儒者・長沢良節（りょうせつ）の長男。栗山は叔父の姓。

## 人物
貞享元年（1684年）、14歳の時に京都に出て、山崎闇斎の門士・桑名松雲に学び、同年、鵜飼錬斎の推挙によって後西天皇の皇子八条宮尚仁親王の侍読となる。18才の時、『保平綱史』を著して尚仁親王に奉る（後に増補され『保建大記』として刊行）。
元禄6年（1693年）に彰考館に入る。以後、三宅観瀾・安積澹泊らと共に『大日本史』の編集に従事した。宝永3年（1706年）没。享年36才。駒込龍光寺に葬られる。1907年（明治40年）、贈従四位。
著書に『保建大記』、『倭史後篇』、『弊帚集』、『神功皇后論』、『潜鋒詩稿』などがある。